# Abdelmalek Benhabyles
Abdelmalek Benhabyles (27 de abril de 1921 - 28 de dezembro de 2018) foi um estadista argelino. Ele nasceu em Chevreuil. 
Foi presidente do Conselho Constitucional de 11 de janeiro de 1992 até 14 de janeiro de 1992.  Ele recebeu o Grande Cordão da Ordem do Sol Nascente em 17 de dezembro de 2012..